# Kósztasz Manolász
Konsztandínosz „Kósztasz” Manolász (görögül: Κωνσταντίνος „Κώστας” Μανωλάς; Náxosz, 1991. június 14. –) görög válogatott labdarúgó, a Pannaxiakosz játékosa.

## Pályafutása

### Klubcsapatokban
Konsztandínosz „Kósztasz” Manolász 1991-ben született Náxosz szigetén, Görögországban és a helyi klubnál, a Pannaxíakosznál kezdett játszani fiatalként, majd 2005-ben a görög élvonalbeli Thraszívulosz Fílisz ifjúsági csapatához igazolt, ahol a 2008–2009-es évadban került fel az első kerethez, amely évben a klub kiesett a másodosztályba. 2009. június 16-án aláírt az AÉK Athénhoz. 2010. május 19-én szerezte első profi gólját az nagy rivális Olimbiakósz ellen. 2011-ben megnyerte a nemzeti kupát a gárdával. Három év alatt összecsen 85 találkozón lépett pályára, melyeken 6 gólt jegyzett. 
2012. július 1-jén ingyen csatlakozott az Olimbiakószhoz 2016. június 30-ig, miután lejárt a szerződése az AÉK-nál. Szeptember 15-én debütált a PASZ Jánina ellen 1–2-re végződő összecsapáson, majd megszerezte első gólját is új csapatában a AO Xánthi ellen 4–0-ra sikeresen megvívott hazai pályán.
2014. augusztus 27-én az olasz Serie A-ban szereplő AS Roma bejelentette szerződtetését, körülbelül 15 millió euró ellenében. Augusztus 30-án debütált hivatalosan a 2014–2015-ös kiírás nyitómérkőzésén, a Fiorentina elleni 2–0 során. Szeptember 17-én játszott először a legrangosabb európai kupasorozatba, a Bajnokok Ligájában az orosz CSZKA Moszkva ellen fölényesen megnyert 5–1-es mérkőzésen. 2016. október 23-án 100. meccsén lépett pályára a Roma mezében a Palermo elleni 4–1 alkalmával.
2019. június 27-én közel állt ahhoz, hogy Napoli játékosa legyen, miután a két klub megegyezett egymással, Manolász pedig öt évre szóló szerződést kötött az utóbbi klubbal, évi 4,5 millió eurós átlagfizetéssel. Az üzlet végül hivatalosan június 30-án köttetett meg. Augusztus 24-én mutatkozott be a Fiorentina elleni, idegenbeli 4–3-as mérkőzésen. Egy héttel később megszerezte első gólját is a Juventus elleni 4–3 során, ahol fejjel volt eredményes.
2021. december 16-án a Napoli bejelentette, hogy megállapodást kötött az Olimbiakósszal, Manolász 2022 januárjában történő eladásáról. Vételára állítólag 2,5 millió euró volt. Nyolc év után először csereként lépett pályára a csapat mezében az Apólon Zmírnisz ellen.
2022 szeptemberében aláírt az Egyesült Arab Emírségek élvonalában szereplő al-Sharjah csapatához. 2024. január 17-én, 18 hónap után közös megegyezéssel felbontották a szerződését.
2024. február 8-án visszatért a Serie A-ba, és rövid távú szerződést kötött a Salernitanával. A szerződés 2024 júniusáig szólt.

### A válogatottban
Manolász többszörös görög utánpótlás válogatott. Otto Rehhagel akkori szövetségi kapitány behívta a 2010-es világbajnokságra készülő, 30 fős bő keretbe, azonban a végleges 23 fős csapatba már nem fért be. Később csak három év után, egy Svájc elleni barátságos mérkőzésen mutatkozott be a címeres mezben. Fernando Santos őt is nevezte a 2014-es vb-re utazó keretbe.
2017. június 9-én ő és klubtársa, Edin Dzeko összevesztek a Bosznia-Hercegovina–Görögország világbajnoki-selejtezőn. A meccs 0–0-ra végződött, majd a lefújás után nagy tömegverekedés tört ki.
2018. szeptember 12-én megszerezte első gólját a Magyarország ellen 2–1-re elveszített Nemzetek Ligája összecsapáson.

## Sikerei, díjai

### Klubcsapatokban
AÉK Athén
- Görög kupagyőztes: 2011

 Olimpiakosz
- Görög bajnok: 2012–13, 2013–14, 2021–22
- Görög kupagyőztes: 2013

 Napoli
- Olasz kupagyőztes: 2019–20[29]

 al-Sharjah
- UAE President's Cup-győztes: 2022–23
- UAE League Cup-győztes: 2022–23
- UAE Super Cup-győztes: 2022

### Egyéni
- PSAP A legjobb külföldön játszó görög játékos: 2017–18[30]
- Az UEFA 50 legjobb labdarúgója: 2018[31]
- AS Roma Az évtized csapata: 2010–2020[32]

#### Közösségi platformok
- Kósztasz Manolász az Instagramon

#### Egyéb weboldalak
- Kósztasz Manolász adatlapja a Transfermarkt oldalán (angolul)
- Kósztasz Manolász adatlapja a Soccerway oldalon (angolul)
- Horațiu Moldovan adatlapja a National Football Teams oldalán (angolul)
- Kósztasz Manolász adatlapja a Görög labdarúgó-szövetség oldalán (görögül)
- Kósztasz Manolász – a FIFA adatbázisában (angolul)
- Kósztasz Manolász az UEFA adatbázisában (angolul)